# Szélescsőrű kolibri
A szélescsőrű kolibri (Cynanthus latirostris) a madarak (Aves) osztályának sarlósfecske-alakúak (Apodiformes) rendjébe, ezen belül a kolibrifélék (Trochilidae) családjába tartozó faj.

## Rendszerezése
A fajt William Swainson angol ornitológus írta le 1827-ben.

## Alfajai
- Cynanthus latirostris doubledayi[2] vagy Cynanthus doubledayi[1] (Bourcier, 1847)
- Cynanthus latirostris latirostris Swainson, 1827
- Cynanthus latirostris lawrencei (Berlepsch, 1887)
- Cynanthus latirostris magicus (Mulsant & J. Verreaux, 1872)
- Cynanthus latirostris propinquus R. T. Moore, 1939
- Cynanthus latirostris toroi (Berlioz, 1937)[2]

## Előfordulása
Az Amerikai Egyesült Államok déli részén és Mexikóban honos. Az északon költő madarak ősszel délre költöznek. A természetes élőhelye forró sivatagok, szubtrópusi vagy trópusi száraz erdők és szubtrópusi vagy trópusi száraz cserjések.

## Megjelenése
Testhossza 10 centiméter, testtömege 4 gramm. A hím háta és hasa sötétzöld, a faroktőnél fehér takarótollak vannak; begye és fejének két oldala csillogó kék. A tojó háta fakózöld, hasa halványszürke. Nagy szemével kiválóan lát. Tűzpiros csőre hosszú és kissé ívelt, a csőr hegye fekete. A farka villás és a kormánytollak vége széles.
|  |  |

## Életmódja
Tápláléka virágpor, nektár és rovarok. A madár nappal aktív és magányos.

## Szaporodása
A párzási időszak januártól augusztusig tart. Évente háromszor is költ. Kicsi, csésze formájú fészkét gallyakból és fakéregcsíkokból rakja. Egy fészekalj rendszerint két hosszúkás, fehér tojásból áll. A tojásokon a tojó 16 napig kotlik. A kirepülés 22-24 nap múlva történik meg.

## Természetvédelmi helyzete
Az elterjedési területe rendkívül nagy, egyedszáma pedig növekszik. A Természetvédelmi Világszövetség Vörös listáján nem fenyegetett fajként szerepel.